# 魯奧韋西
魯奧韋西（芬蘭語：Ruovesi）是芬蘭皮尔坎马区的市镇。距離坦佩雷80公里，始建於1565年，市镇面積为950.17平方公里，2023年人口数量为4,122人，人口密度為每平方公里5.31人。

## 外部連結
- 官方网站  （文）